# CZ 27

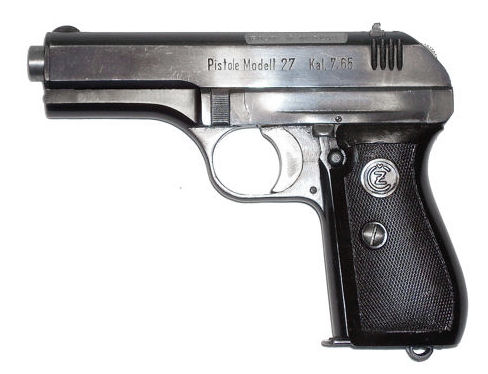
Le CZ M27

Le pistolet CZ Vzor 27 fut règlementaire dans la police et les administrations tchécoslovaques de 1927 à 1951. Durant la Seconde Guerre mondiale, il fut livré à la Wehrmacht. Fabriqué à 650 000 exemplaires par la Česká Zbrojovka, il fonctionnait en simple action. La police tchécoslovaque le remplaça par le CZ Vzor 50.

## Donnés numériques
- Munition :  	7,65 Browning
- Capacité du chargeur :	8 cartouches
- Masse à vide : 	0,690 kg
- Longueur : 	165 mm
- Longueur du canon : 99 mm